# Коробов, Константин Анатольевич
Константи́н Анато́льевич Коробо́в (род. 16 апреля 1985, Свердловск) — современный российский художник, автор символических и сюрреалистических полотен.

## Биография
Константин Анатольевич Коробов (род. 16 апреля 1985 года, Свердловск) — российский художник-самоучка, работающий в жанрах сюрреализма и символизма. Окончив юридический университет в 2007 году, он отказался от карьеры по специальности, выбрав путь живописи в качестве художника - автодидакта.

## Творчество
Работы Коробова выполнены в жанрах сюрреализма и символизма. Художник использует традиционные материалы, такие как масло на холсте, для создания многослойных композиций с философским подтекстом. Картины Коробова представлены на международных арт-площадках и в частных коллекциях.

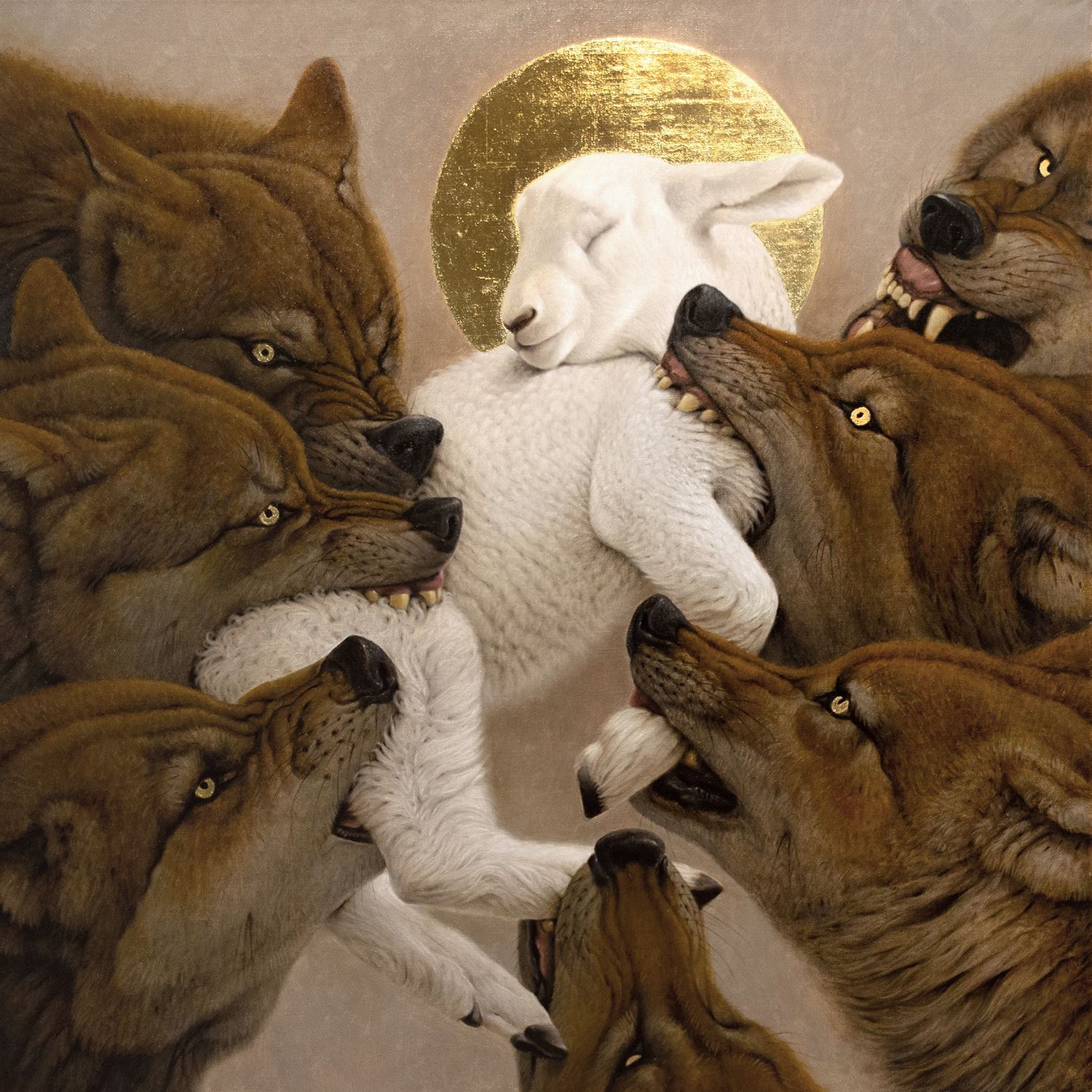
Agnus, живопись Константина Коробова

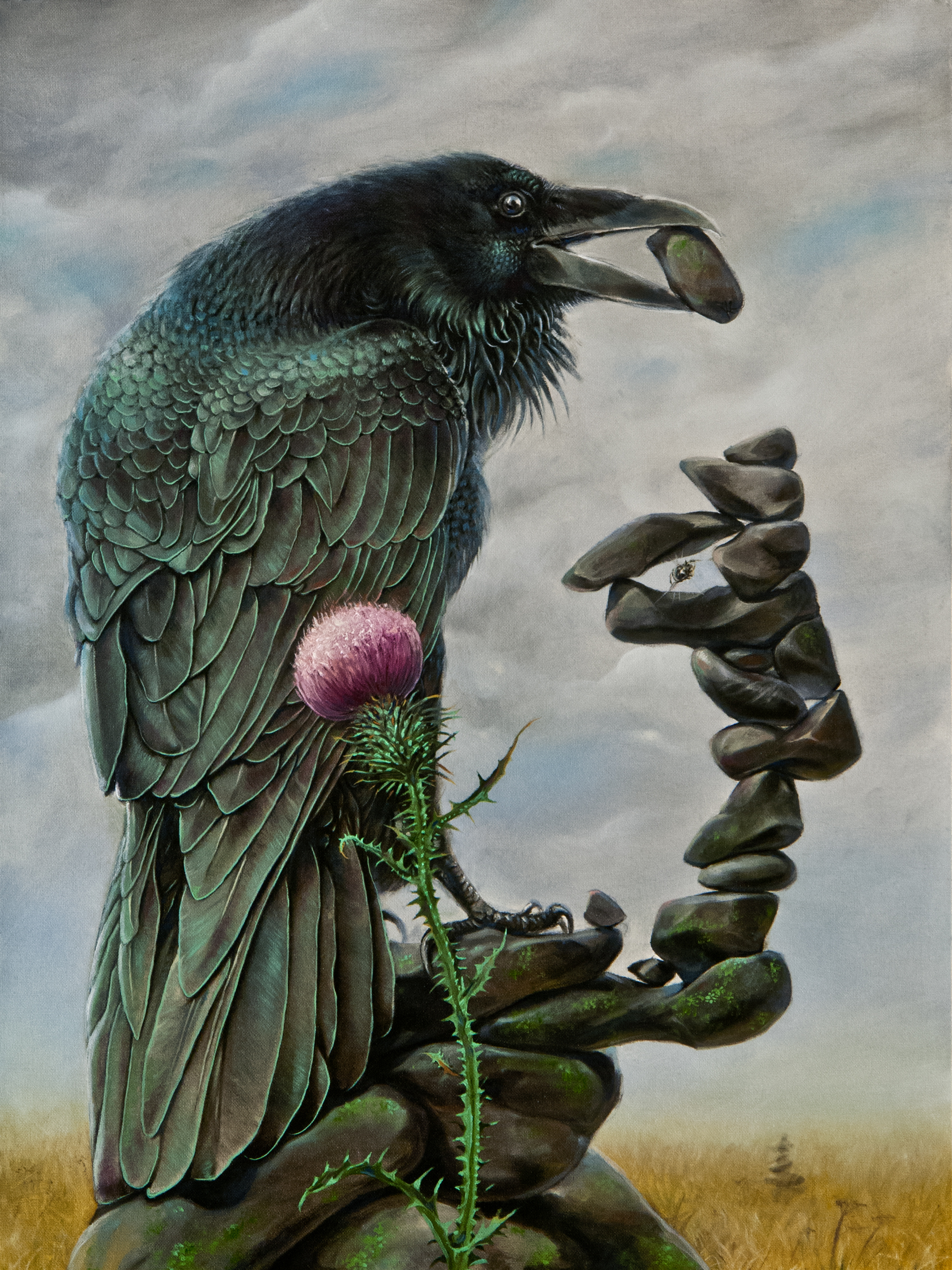
Memento mori, живопись Константина Коробова

### Признание
- Джерри Зальц - искусствовед, лауреат Пулитцеровской премии в области критики и ведущий критик New York Art Magazine разместил подборку картин Константина Коробова и небольшой критический обзор к ним и в своём Instagram-аккаунте от 14 ноября 2023 года.[1]
- Saathi Art, выбор куратора в экспозицию 2016 года[2]
- Призёр American Art Awards 2018 года[3]

### Выставки
- Призёр Amsterdam Four Season Art Fair 2017 года[4]
- Участник Art Basel 2018 года

### Обложки и публикации в международных художественных журналах
- *Noche Laberinto* (№ 10, 2022)[5]
- *HEY!* (№ 5, Season 2, December 2018)[6]
- *ART4ANY* (№ 19, June 2024)[7]
- *ART4ANY* (№ 20, September 2024)[8]

### Экспозиции
- Частное собрание Kontra K , Германия
- Собрание Word on Fire, епископа Роберта Баррона, США[9]
- Экспозиция Denver Museum of Nature and Science, США[10]
- Галерея Hall of Centauer, Германия[11]
- Галерея Gallery Fusion, Дания[12]
- Галерея Morpheus Gallery, США[13]

### Сотрудничество
- Лицензия на использование изображения живописи для линии одежды «Drop Dead» от Оливер Сайкс[14]
- Лицензия на использование изображения живописи в рекламном ролике для банка «Точка»[15]
- Лицензия на использование изображений для обложек книг Джек Вэнса[16]